# KOMPSAT-3A
KOMPSAT-3A (acronyme de KOrean Multi-Purpose SATellite-3A), appelé aussi Arirang-3A (en coréen : 아리랑 3A호), est le cinquième satellite d'observation de la Terre sud-coréen. Il dispose d'une caméra multispectrale (visible et infrarouge) fournissant des images en panchromatique avec un pouvoir de résolution de 0,55 mètre. Il est placé en orbite en 2015.

## Historique
La Corée du Sud lance en 1995 son programme national de satellites d'observation de la Terre, qui est baptisé KOMPSAT. L'objectif est de fournir des services pour différentes applications de télédétection telles que la réalisation d'un système d'information géographique national, le contrôle de ses ressources agricoles et le suivi des désastres naturels. KOMPSAT-3A est le cinquième satellite du programme et ses caractéristiques sont pratiquement identiques à celles de KOMPSAT-3. L'Institut coréen de recherche aérospatiale (KARI) a construit ce dernier satellite. Pour KOMPSAT-3A, il effectue un transfert de technologies au secteur privé et plus particulièrement à Korea Aerospace Industries à Sacheon (KAI) qui est chargé de construire KOMPSAT-3A. EADS Astrium fournit une assistance pour le développement de la charge utile tandis que l'agence spatiale allemande (DLR) est chargé de développer le plan focal et l'électronique de l'imageur. Le satellite doit permettre de compléter le recueil des images effectuées par le satellite KOMPSAT-3 lancé en 2012. KOMPSAT-3A est placé en orbite le 25 mars 2015 par un lanceur ukrainien Dnepr qui décolle du cosmodrome de Iasny situé en Russie. Ce vol est le dernier lancement effectué depuis cette base.

## Caractéristiques techniques du satellite
Le satellite KOMPSAT-3A utilise une plate-forme développée par l'Institut coréen de recherche aérospatiale (KARI). La masse au lancement est de 1 100 kilogrammes. De forme cylindrique, il est haut de 3,5 mètres pour un diamètre de 2 mètres. Le satellite est stabilisé sur 3 axes. Son orientation est déterminée à l'aide de viseurs d'étoiles, de capteurs solaires, de gyroscopes et d'une centrale à inertie. Les changements d'orientation sont réalisés à l'aide de roues de réaction et de magnéto-coupleurs. Une propulsion monergol utilisant de l'hydrazine est utilisée pour désaturer les roues de réaction et modifier l'orbite. Le satellite dispose à cet effet de deux ensembles comportant 4 moteurs-fusées ayant une poussée de 4,5 newtons. L'énergie est fournie par trois ensembles de panneaux solaires déployés en orbite. Ceux-ci utilisent des cellules photovoltaïques qui produisent 1 400 watts. Les données sont transmises en bande S et en bande X (débit sur la liaison descendante de 1 gigabit par seconde. La durée de vie est de 4 ans minimum.

## Orbite
KOMPSAT-3A décrit une orbite héliosynchrone quasi circulaire avec les paramètres :	
- Altitude moyenne : 528 km
- Inclinaison : 97,51°
- Période de révolution : 98,5 minutes
- Passage au nœud ascendant : 13 h 30
- Cycle orbital :  28 jours

### Imageur AEISS
La charge utile est l'imageur « pushbroom (en) » (AEISS - Advanced Earth Imaging Sensor System) développé par Astrium Allemagne. Il permet permet l’acquisition d’image en haute et très haute résolution sur une large bande (fauchée) de 12 km. La partie optique est constituée par un télescope de type Korsch de 80 centimètres de diamètre avec une longueur focale de 8,6 mètres. Le satellite est programmable avec des angles de visée latérale de ± 45° et dans l'axe de ± 30° :
| mode           | canal | bande spectrale                  | résolution spatiale | emprise |
| -------------- | ----- | -------------------------------- | ------------------- | ------- |
| multispectral  | 1     | 0,45-0,52 mm (bleu)              | 2,2 m               | 12 km   |
|                | 2     | 0,52-0,60 mm (vert)              | 2,2 m               | 12 km   |
|                | 3     | 0,63-0,69 mm (rouge)             | 2,2 m               | 12 km   |
|                | 4     | 0,76-0,90 mm (proche infrarouge) | 2,8 m               | 12 km   |
| panchromatique | P     | 0,45-0,90 mm                     | 0,55 m              | 12 km   |

### Imageur infrarouge IIS
La principale différence par rapport à KOMPSAT-3 est l'emport de l'imageur IIS (Infrared Imaging System) fonctionnant en infrarouge moyen (3 à 5 microns). L'instrument est développé par la société allemande AIM. Le détecteur qui est refroidi à 80 kelvins fournit des images ayant une résolution spatiale de 5,5 mètres pour une large bande de 12 mètres. Il est utilisé plus particulièrement pour détecter les incendies de forêt, l'activité volcanique et les autres désastres naturels.